# Liste der Nummer-eins-Hits in Finnland (2021)
Dies ist eine Liste der Nummer-eins-Hits in Finnland im Jahr 2021. Sie basiert auf den offiziellen Single Top 20 und den Album Top 50, die im Auftrag von Musiikkituottajat, der finnischen Landesgruppe der IFPI, erstellt werden.

## Singles
| ← 2020 ← | Liste der Nummer-eins-Hits in Finnland | Liste der Nummer-eins-Hits in Finnland | Liste der Nummer-eins-Hits in Finnland | 2022 → |
| \| Zeitraum \| Wo. ges. \| Interpret \| Titel Autor(en) \| Zusätzliche Informationen \| \| (Zeitraum, Wochen auf Platz eins, Interpret, Titel, Autor[en], zusätzliche Informationen) \| \| \| \| \| \| ----------------------------------------------------------------------------------------- \| -------- \| -------------------------------------- \| --------------------------------------------------------------------------------------------------------------------------------------------------------------------- \| --------------------------------------------------------------------------------------------------------------------------------------------------------------------- \| \| 27. Dezember 2020 – 9. Januar 2021 2 Wochen (insgesamt 3) \| 3 \| Sia \| Snowman Sia Kate Furler, Gregory Allen Kurstin \| – \| \| 10. Januar 2021 – 16. Januar 2021 1 Woche \| 1 \| Antti Tuisku \| Treena Aku Rannila, Antti Tuisku, Jurek Reunamäki, Saara Törmä \| – \| \| 17. Januar 2021 – 23. Januar 2021 1 Woche \| 1 \| The Kid Laroi \| Without You Omer Fedi, Blake Slatkin, Billy Walsh, Charlton Kenneth Jeffrey Howard \| – \| \| 24. Januar 2021 – 20. Februar 2021 4 Wochen \| 4 \| Olivia Rodrigo \| Drivers License Daniel Leonard Nigro, Olivia Rodrigo \| – \| \| 21. Februar 2021 – 27. Februar 2021 1 Woche \| 1 \| Gasellit feat. Karri Koira \| Me ei mennä rikki Jussi Mikkonen, Miikka Niiranen, Tuomas Pietikäinen, Pekka Salminen, Veikka Erkola, Perttu Mäkelä, Mikko Pennanen, Karri Timo Mikael Sirén \| – \| \| 28. Februar 2021 – 6. März 2021 1 Woche (insgesamt 2) \| 2 \| Blind Channel \| Dark Side Aleksi Kaunisvesi, Joonas Porko, Joel Hokka, Niko Moilanen, Olli Matela \| Nach dem Sieg beim ESC-Vorentscheid steigt das Lied in der dritten Chartwoche auf Platz 1. \| \| 7. März 2021 – 3. April 2021 4 Wochen \| 4 \| Haloo Helsinki! \| Piilotan mun kyyneleet Musik: Leo Hakanen, Jere Marttila, Rauli Ilari Eskolin; Text: Elisa Tiilikainen \| – \| \| 4. April 2021 – 10. April 2021 1 Woche \| 1 \| YB026 feat. Nuteh Jonez \| Steppasin partyy Yutu Brown, Nuteh Jonez \| – \| \| 11. April 2021 – 15. Mai 2021 5 Wochen (insgesamt 6) \| 6 \| Lil Nas X \| Montero (Call Me by Your Name) Montero Lamar Hill, David Biral, Denzel Michael Akil Baptiste, Roy Lenzo, Omer Fedi \| – \| \| 16. Mai 2021 – 22. Mai 2021 1 Woche \| 1 \| Sanni \| Pettäjä Alpo Nummelin, Sanni Kurkisuo \| – \| \| 23. Mai 2021 – 29. Mai 2021 1 Woche (insgesamt 6) \| 6 \| Lil Nas X \| Montero (Call Me by Your Name) Montero Lamar Hill, David Biral, Denzel Michael Akil Baptiste, Roy Lenzo, Omer Fedi \| – \| \| 30. Mai 2021 – 5. Juni 2021 1 Woche (insgesamt 2) \| 2 \| Blind Channel \| Dark Side Aleksi Kaunisvesi, Joel Hokka, Joonas Porko, Niko Moilanen, Olli Matela \| Obwohl es beim ESC nur Platz 6 wurde, setzt sich das Lied in den Charts vor den Siegertitel … \| \| 6. Juni 2021 – 19. Juni 2021 2 Wochen \| 2 \| Måneskin \| Zitti e buoni Ethan Torchio, Thomas Raggi, Victoria de Angelis, Damiano David \| … um dann eine Woche später doch von den Italienern abgelöst zu werden. Platz 2, 5, 10 und 14 gehen in dieser Woche ebenfalls an Måneskin. \| \| 20. Juni 2021 – 3. Juli 2021 2 Wochen (insgesamt 3) \| 3 \| Måneskin \| I Wanna Be Your Slave Ethan Torchio, Thomas Raggi, Victoria De Angelis, Damiano David \| – \| \| 4. Juli 2021 – 10. Juli 2021 1 Woche (insgesamt 2) \| 2 \| Portion Boys feat. Matti ja Teppo \| Vauhti kiihtyy Matti Tapio Ruohonen, Veli-Pekka Lehto, Mikael Kalevi Forsby, Raimo Juhani Paavola \| Mehr als 30 Jahre nach Erstveröffentlichung schafft es der Klassiker des Duos Matti Tapio und Teppo Ilmari in einer Danceversion an die Chartspitze. \| \| 11. Juli 2021 – 17. Juli 2021 1 Woche (insgesamt 3) \| 3 \| Måneskin \| I Wanna Be Your Slave Ethan Torchio, Thomas Raggi, Victoria De Angelis, Damiano David \| – \| \| 18. Juli 2021 – 24. Juli 2021 1 Woche (insgesamt 2) \| 2 \| Portion Boys feat. Matti ja Teppo \| Vauhti kiihtyy Matti Tapio Ruohonen, Veli-Pekka Lehto, Mikael Kalevi Forsby, Raimo Juhani Paavola \| – \| \| 25. Juli 2021 – 7. August 2021 2 Wochen \| 2 \| Ed Sheeran \| Bad Habits Edward Christopher Sheeran, Johnny McDaid, Frederick John Philip Gibson \| – \| \| 8. August 2021 – 18. September 2021 6 Wochen \| 6 \| The Kid Laroi & Justin Bieber \| Stay Charlton Kenneth Jeffrey Howard, Justin Drew Bieber, Blake Slatkin, Charlie Puth, Magnus August Høiberg, Michael Mulé, Isaac De Boni, Omer Fedi, Subhaan Rahmaan \| – \| \| 19. September 2021 – 18. Dezember 2021 13 Wochen \| 13 \| A36 feat. Cledos, Ibe & Averagekidluke \| Samma gamla vanliga (Remix) Geivar Hasado Shlaimon, Ilmari Johannes Kärki, Lucas Kihlman, Vladislav Andreevich Heponen \| Nachdem der schwedische Rapper A36 mit dem Song bereits in seiner Heimat 6 Wochen auf Platz 1 stand, erobert er auch im Nachbarland mit dem finnischen Remix Platz 1. \| \| 19. Dezember 2021 – 25. Dezember 2021 1 Woche \| 1 \| Gayle \| Abcdefu Sara Elizabeth Davis, David Bruce Pittenger, Taylor Gayle Rutherfurd \| – \| \| 26. Dezember 2021 – 1. Januar 2022 1 Woche (insgesamt 3) \| 3 \| Sia \| Snowman Sia Kate Furler, Gregory Allen Kurstin \| – \| |                                        |                                        | | |
| ← 2020 |                                        |                                        | | → 2022 → |
| Zeitraum | Wo. ges.                               | Interpret                              | Titel Autor(en) | Zusätzliche Informationen |
| (Zeitraum, Wochen auf Platz eins, Interpret, Titel, Autor[en], zusätzliche Informationen) |                                        |                                        | | |
| 27. Dezember 2020 – 9. Januar 2021 2 Wochen (insgesamt 3) | 3                                      | Sia                                    | Snowman Sia Kate Furler, Gregory Allen Kurstin | – |
| 10. Januar 2021 – 16. Januar 2021 1 Woche | 1                                      | Antti Tuisku                           | Treena Aku Rannila, Antti Tuisku, Jurek Reunamäki, Saara Törmä | – |
| 17. Januar 2021 – 23. Januar 2021 1 Woche | 1                                      | The Kid Laroi                          | Without You Omer Fedi, Blake Slatkin, Billy Walsh, Charlton Kenneth Jeffrey Howard                                                                                    | – |
| 24. Januar 2021 – 20. Februar 2021 4 Wochen | 4                                      | Olivia Rodrigo                         | Drivers License Daniel Leonard Nigro, Olivia Rodrigo | – |
| 21. Februar 2021 – 27. Februar 2021 1 Woche | 1                                      | Gasellit feat. Karri Koira             | Me ei mennä rikki Jussi Mikkonen, Miikka Niiranen, Tuomas Pietikäinen, Pekka Salminen, Veikka Erkola, Perttu Mäkelä, Mikko Pennanen, Karri Timo Mikael Sirén          | – |
| 28. Februar 2021 – 6. März 2021 1 Woche (insgesamt 2) | 2                                      | Blind Channel                          | Dark Side Aleksi Kaunisvesi, Joonas Porko, Joel Hokka, Niko Moilanen, Olli Matela                                                                                     | Nach dem Sieg beim ESC-Vorentscheid steigt das Lied in der dritten Chartwoche auf Platz 1.                                                                            |
| 7. März 2021 – 3. April 2021 4 Wochen | 4                                      | Haloo Helsinki!                        | Piilotan mun kyyneleet Musik: Leo Hakanen, Jere Marttila, Rauli Ilari Eskolin; Text: Elisa Tiilikainen                                                                | – |
| 4. April 2021 – 10. April 2021 1 Woche | 1                                      | YB026 feat. Nuteh Jonez                | Steppasin partyy Yutu Brown, Nuteh Jonez | – |
| 11. April 2021 – 15. Mai 2021 5 Wochen (insgesamt 6) | 6                                      | Lil Nas X                              | Montero (Call Me by Your Name) Montero Lamar Hill, David Biral, Denzel Michael Akil Baptiste, Roy Lenzo, Omer Fedi                                                    | – |
| 16. Mai 2021 – 22. Mai 2021 1 Woche | 1                                      | Sanni                                  | Pettäjä Alpo Nummelin, Sanni Kurkisuo | – |
| 23. Mai 2021 – 29. Mai 2021 1 Woche (insgesamt 6) | 6                                      | Lil Nas X                              | Montero (Call Me by Your Name) Montero Lamar Hill, David Biral, Denzel Michael Akil Baptiste, Roy Lenzo, Omer Fedi                                                    | – |
| 30. Mai 2021 – 5. Juni 2021 1 Woche (insgesamt 2) | 2                                      | Blind Channel                          | Dark Side Aleksi Kaunisvesi, Joel Hokka, Joonas Porko, Niko Moilanen, Olli Matela                                                                                     | Obwohl es beim ESC nur Platz 6 wurde, setzt sich das Lied in den Charts vor den Siegertitel …                                                                         |
| 6. Juni 2021 – 19. Juni 2021 2 Wochen | 2                                      | Måneskin                               | Zitti e buoni Ethan Torchio, Thomas Raggi, Victoria de Angelis, Damiano David                                                                                         | … um dann eine Woche später doch von den Italienern abgelöst zu werden. Platz 2, 5, 10 und 14 gehen in dieser Woche ebenfalls an Måneskin.                            |
| 20. Juni 2021 – 3. Juli 2021 2 Wochen (insgesamt 3) | 3                                      | Måneskin                               | I Wanna Be Your Slave Ethan Torchio, Thomas Raggi, Victoria De Angelis, Damiano David                                                                                 | – |
| 4. Juli 2021 – 10. Juli 2021 1 Woche (insgesamt 2) | 2                                      | Portion Boys feat. Matti ja Teppo      | Vauhti kiihtyy Matti Tapio Ruohonen, Veli-Pekka Lehto, Mikael Kalevi Forsby, Raimo Juhani Paavola                                                                     | Mehr als 30 Jahre nach Erstveröffentlichung schafft es der Klassiker des Duos Matti Tapio und Teppo Ilmari in einer Danceversion an die Chartspitze.                  |
| 11. Juli 2021 – 17. Juli 2021 1 Woche (insgesamt 3) | 3                                      | Måneskin                               | I Wanna Be Your Slave Ethan Torchio, Thomas Raggi, Victoria De Angelis, Damiano David                                                                                 | – |
| 18. Juli 2021 – 24. Juli 2021 1 Woche (insgesamt 2) | 2                                      | Portion Boys feat. Matti ja Teppo      | Vauhti kiihtyy Matti Tapio Ruohonen, Veli-Pekka Lehto, Mikael Kalevi Forsby, Raimo Juhani Paavola                                                                     | – |
| 25. Juli 2021 – 7. August 2021 2 Wochen | 2                                      | Ed Sheeran                             | Bad Habits Edward Christopher Sheeran, Johnny McDaid, Frederick John Philip Gibson                                                                                    | – |
| 8. August 2021 – 18. September 2021 6 Wochen | 6                                      | The Kid Laroi & Justin Bieber          | Stay Charlton Kenneth Jeffrey Howard, Justin Drew Bieber, Blake Slatkin, Charlie Puth, Magnus August Høiberg, Michael Mulé, Isaac De Boni, Omer Fedi, Subhaan Rahmaan | – |
| 19. September 2021 – 18. Dezember 2021 13 Wochen | 13                                     | A36 feat. Cledos, Ibe & Averagekidluke | Samma gamla vanliga (Remix) Geivar Hasado Shlaimon, Ilmari Johannes Kärki, Lucas Kihlman, Vladislav Andreevich Heponen                                                | Nachdem der schwedische Rapper A36 mit dem Song bereits in seiner Heimat 6 Wochen auf Platz 1 stand, erobert er auch im Nachbarland mit dem finnischen Remix Platz 1. |
| 19. Dezember 2021 – 25. Dezember 2021 1 Woche | 1                                      | Gayle                                  | Abcdefu Sara Elizabeth Davis, David Bruce Pittenger, Taylor Gayle Rutherfurd                                                                                          | – |
| 26. Dezember 2021 – 1. Januar 2022 1 Woche (insgesamt 3) | 3                                      | Sia                                    | Snowman Sia Kate Furler, Gregory Allen Kurstin | – |

## Alben
| ← 2020 ← | Liste der Nummer-eins-Hits in Finnland | Liste der Nummer-eins-Hits in Finnland | Liste der Nummer-eins-Hits in Finnland | 2022 → |
| \| Zeitraum \| Wo. ges. \| Interpret \| Titel \| Zusätzliche Informationen \| \| (Zeitraum, Wochen auf Platz eins, Interpret, Titel, zusätzliche Informationen) \| \| \| \| \| \| ------------------------------------------------------------------------------ \| -------- \| --------------- \| ---------------------------------- \| ------------------------------------------------------------------------------------------------------------------------------------------------------------------------------------------------------------------------------ \| \| 20. Dezember 2020 – 6. Februar 2021 7 Wochen (insgesamt 20) \| 20 \| Behm \| Draaman kaari viehättää \| – \| \| 7. Februar 2021 – 13. Februar 2021 1 Woche \| 1 \| Hurriganes \| Live in Stockholm 1977 \| Passend zum 50-jährigen Gründungsjubiläum erreichen die Rockveteranen zum zweiten Mal Platz 1, beide Male nach ihrem letzten Auftritt 2018. Das Stockholm-Album ist ein Chartrückkehrer und war 1996 schon einmal auf Platz 5. \| \| 14. Februar 2021 – 20. Februar 2021 1 Woche (insgesamt 20) \| 20 \| Behm \| Draaman kaari viehättää \| – \| \| 21. Februar 2021 – 27. Februar 2021 1 Woche \| 1 \| Gasellit \| Zen \| – \| \| 28. Februar 2021 – 6. März 2021 1 Woche \| 1 \| Antti Tuisku \| Master Workout \| – \| \| 7. März 2021 – 20. März 2021 2 Wochen \| 2 \| Stam1na \| Novus ordo mundi \| – \| \| 21. März 2021 – 27. März 2021 1 Woche (insgesamt 20) \| 20 \| Behm \| Draaman kaari viehättää \| – \| \| 28. März 2021 – 3. April 2021 1 Woche \| 1 \| Justin Bieber \| Justice \| – \| \| 4. April 2021 – 1. Mai 2021 4 Wochen (insgesamt 20) \| 20 \| Behm \| Draaman kaari viehättää \| – \| \| 2. Mai 2021 – 22. Mai 2021 3 Wochen \| 3 \| Kaija Koo \| Taipumaton \| – \| \| 23. Mai 2021 – 29. Mai 2021 1 Woche \| 1 \| Kotiteollisuus \| Jumalattomat \| – \| \| 30. Mai 2021 – 5. Juni 2021 1 Woche \| 1 \| Klamydia \| Hiljainen pöytä läheltä orkesteria \| Zum fünften Mal in 12 Jahren stehen die Punkrocker aus Vaasa an der Chartspitze. \| \| 6. Juni 2021 – 7. August 2021 9 Wochen (insgesamt 11) \| 11 \| Måneskin \| Teatro d’ira – Vol. I \| Eine Woche nach dem Sieg beim Eurovision Song Contest hat die Rockband aus Rom drei Alben und fünf Songs in den finnischen Charts und belegt zweimal Platz 1. \| \| 8. August 2021 – 14. August 2021 1 Woche \| 1 \| Billie Eilish \| Happier Than Ever \| – \| \| 15. August 2021 – 21. August 2021 1 Woche \| 1 \| Nightwish \| Once (Remastered) \| – \| \| 22. August 2021 – 28. August 2021 1 Woche (insgesamt 11) \| 11 \| Måneskin \| Teatro d’ira – Vol. I \| – \| \| 29. August 2021 – 4. September 2021 1 Woche \| 1 \| Erika Vikman \| Erika Vikman \| – \| \| 5. September 2021 – 11. September 2021 1 Woche \| 1 \| Kanye West \| Donda \| – \| \| 12. September 2021 – 18. September 2021 1 Woche \| 1 \| Iron Maiden \| Senjutsu \| – \| \| 19. September 2021 – 2. Oktober 2021 2 Wochen (insgesamt 5) \| 5 \| Haloo Helsinki! \| Älä perkää elämää \| – \| \| 3. Oktober 2021 – 9. Oktober 2021 1 Woche \| 1 \| Ellinoora \| Viimeinen romantikko \| – \| \| 10. Oktober 2021 – 16. Oktober 2021 1 Woche \| 1 \| William \| Boy Wonder \| – \| \| 17. Oktober 2021 – 30. Oktober 2021 2 Wochen (insgesamt 5) \| 5 \| Haloo Helsinki! \| Älä perkää elämää \| – \| \| 31. Oktober 2021 – 6. November 2021 1 Woche \| 1 \| Dream Theater \| A View from the Top of the World \| – \| \| 7. November 2021 – 13. November 2021 1 Woche \| 1 \| Dark Connection \| Beast in Black \| – \| \| 14. November 2021 – 27. November 2021 2 Wochen \| 2 \| ABBA \| Voyage \| – \| \| 28. November 2021 – 25. Dezember 2021 4 Wochen \| 4 \| Adele \| 30 \| – \| \| 26. Dezember 2021 – 8. Januar 2022 2 Wochen \| 2 \| Suvi Teräsniska \| Tämä maailma tarvitsee joulun \| 6 Wochen lang musste sich die Sängerin aus Lappland gedulden und hinter den Blockbuster-Alben aus Schweden und England einreihen, bevor ihr Weihnachtsalbum rechtzeitig zum Fest zu ihrem vierten Chartspitzenreiter wird. \| |                                        |                                        |                                        | |
| ← 2020 |                                        |                                        |                                        | → 2022 → |
| Zeitraum | Wo. ges.                               | Interpret                              | Titel                                  | Zusätzliche Informationen |
| (Zeitraum, Wochen auf Platz eins, Interpret, Titel, zusätzliche Informationen) |                                        |                                        |                                        | |
| 20. Dezember 2020 – 6. Februar 2021 7 Wochen (insgesamt 20) | 20                                     | Behm                                   | Draaman kaari viehättää                | – |
| 7. Februar 2021 – 13. Februar 2021 1 Woche | 1                                      | Hurriganes                             | Live in Stockholm 1977                 | Passend zum 50-jährigen Gründungsjubiläum erreichen die Rockveteranen zum zweiten Mal Platz 1, beide Male nach ihrem letzten Auftritt 2018. Das Stockholm-Album ist ein Chartrückkehrer und war 1996 schon einmal auf Platz 5. |
| 14. Februar 2021 – 20. Februar 2021 1 Woche (insgesamt 20) | 20                                     | Behm                                   | Draaman kaari viehättää                | – |
| 21. Februar 2021 – 27. Februar 2021 1 Woche | 1                                      | Gasellit                               | Zen                                    | – |
| 28. Februar 2021 – 6. März 2021 1 Woche | 1                                      | Antti Tuisku                           | Master Workout                         | – |
| 7. März 2021 – 20. März 2021 2 Wochen | 2                                      | Stam1na                                | Novus ordo mundi                       | – |
| 21. März 2021 – 27. März 2021 1 Woche (insgesamt 20) | 20                                     | Behm                                   | Draaman kaari viehättää                | – |
| 28. März 2021 – 3. April 2021 1 Woche | 1                                      | Justin Bieber                          | Justice                                | – |
| 4. April 2021 – 1. Mai 2021 4 Wochen (insgesamt 20) | 20                                     | Behm                                   | Draaman kaari viehättää                | – |
| 2. Mai 2021 – 22. Mai 2021 3 Wochen | 3                                      | Kaija Koo                              | Taipumaton                             | – |
| 23. Mai 2021 – 29. Mai 2021 1 Woche | 1                                      | Kotiteollisuus                         | Jumalattomat                           | – |
| 30. Mai 2021 – 5. Juni 2021 1 Woche | 1                                      | Klamydia                               | Hiljainen pöytä läheltä orkesteria     | Zum fünften Mal in 12 Jahren stehen die Punkrocker aus Vaasa an der Chartspitze. |
| 6. Juni 2021 – 7. August 2021 9 Wochen (insgesamt 11) | 11                                     | Måneskin                               | Teatro d’ira – Vol. I                  | Eine Woche nach dem Sieg beim Eurovision Song Contest hat die Rockband aus Rom drei Alben und fünf Songs in den finnischen Charts und belegt zweimal Platz 1.                                                                  |
| 8. August 2021 – 14. August 2021 1 Woche | 1                                      | Billie Eilish                          | Happier Than Ever                      | – |
| 15. August 2021 – 21. August 2021 1 Woche | 1                                      | Nightwish                              | Once (Remastered)                      | – |
| 22. August 2021 – 28. August 2021 1 Woche (insgesamt 11) | 11                                     | Måneskin                               | Teatro d’ira – Vol. I                  | – |
| 29. August 2021 – 4. September 2021 1 Woche | 1                                      | Erika Vikman                           | Erika Vikman                           | – |
| 5. September 2021 – 11. September 2021 1 Woche | 1                                      | Kanye West                             | Donda                                  | – |
| 12. September 2021 – 18. September 2021 1 Woche | 1                                      | Iron Maiden                            | Senjutsu                               | – |
| 19. September 2021 – 2. Oktober 2021 2 Wochen (insgesamt 5) | 5                                      | Haloo Helsinki!                        | Älä perkää elämää                      | – |
| 3. Oktober 2021 – 9. Oktober 2021 1 Woche | 1                                      | Ellinoora                              | Viimeinen romantikko                   | – |
| 10. Oktober 2021 – 16. Oktober 2021 1 Woche | 1                                      | William                                | Boy Wonder                             | – |
| 17. Oktober 2021 – 30. Oktober 2021 2 Wochen (insgesamt 5) | 5                                      | Haloo Helsinki!                        | Älä perkää elämää                      | – |
| 31. Oktober 2021 – 6. November 2021 1 Woche | 1                                      | Dream Theater                          | A View from the Top of the World       | – |
| 7. November 2021 – 13. November 2021 1 Woche | 1                                      | Dark Connection                        | Beast in Black                         | – |
| 14. November 2021 – 27. November 2021 2 Wochen | 2                                      | ABBA                                   | Voyage                                 | – |
| 28. November 2021 – 25. Dezember 2021 4 Wochen | 4                                      | Adele                                  | 30                                     | – |
| 26. Dezember 2021 – 8. Januar 2022 2 Wochen | 2                                      | Suvi Teräsniska                        | Tämä maailma tarvitsee joulun          | 6 Wochen lang musste sich die Sängerin aus Lappland gedulden und hinter den Blockbuster-Alben aus Schweden und England einreihen, bevor ihr Weihnachtsalbum rechtzeitig zum Fest zu ihrem vierten Chartspitzenreiter wird.     |